# Бродзішув
Бродзішув (пол. Brodziszów) — село в Польщі, у гміні Зомбковиці-Шльонські Зомбковицького повіту Нижньосілезького воєводства.
Населення — 321 особа (2011).
У 1975-1998 роках село належало до Валбжиського воєводства.

## Демографія
Демографічна структура станом на 31 березня 2011 року:
|          | Загалом | Допрацездатний вік | Працездатний вік | Постпрацездатний вік |
| -------- | ------- | ------------------ | ---------------- | -------------------- |
| Чоловіки | 169     | 41                 | 110              | 18                   |
| Жінки    | 152     | 28                 | 93               | 31                   |
| Разом    | 321     | 69                 | 203              | 49                   |